# СВ (группа)
СВ — советская и российская рок-группа. Была образована на осколках третьего состава группы «Воскресение» и во многом переняла её стилистику. «СВ» — это не просто группа, а содружество музыкантов, задававших тон в рок-музыке конца 1970-х — начала 1980-х гг. и решивших не порывать с духом и стилистикой рока тех лет.
В конце 1980-х, выработав своё уникальное звучание, «СВ» стала одной из самых популярных рок-групп СССР. Через всю историю группы прошли два музыканта: гитарист Вадим Голутвин и мультиинструменталист Александр Чиненков. Решающую роль в судьбе группы также сыграл автор песен и певец Алексей Романов.

## История

### Начало
В первом составе, который, гастролируя, назывался «Воскресенье» и записал альбом «Радуюсь», играли: Алексей Романов — гитара, вокал, Вадим Голутвин — гитара, Игорь Клёнов — бас-гитара; Пётр Подгородецкий — клавишные, бэк-вокал, вокодер, Владимир Воронин — барабаны, Александр Чиненков — труба. Название уступило место «Группе Ованеса Мелик-Пашаева». Покинув «Машину времени», Мелик-Пашаев забрал с собой свою концертную аппаратуру. В то время без pаботы остался Алексей Романов, «Воскресение» которого уже распалось дважды. Мелик-Пашаев решил «реанимировать» коллектив. В эту группу вошли сам Романов, гитарист Вадим Голутвин, бывший звукорежиссёр «Машины времени» и бас-гитарист Игорь Клёнов, барабанщик Владимир Воронин и Пётр Подгородецкий. Звукорежиссёром был Игорь Новиков, а администраторами Ованес Мелик-Пашаев и Борис Зосимов.
Работа началась с того, что они расположились в клубе имени Павлика Морозова на Пресне. В начале лета 1982 года был записан альбом песен Романова под рабочим названием «Радуюсь». В процессе записи Романов сочинил, а группа записала песню под символическим названием «Ованес, ты самый крутой!». Первый концерт был назначен на 10 ноября 1982 года. Но все увеселительные мероприятия были отменены из-за смерти Брежнева. На Новый год они поехали в Ташкент, где работали во дворце спорта.
5 сентября 1982 года в Останкино группа выступила с песней «Всё сначала» на телемосте «Москва — США».
В 1983 году Романов в Брянске придумал песню «Кому ты смотришь в спину».
Когда летом 1983 года Алексея Романова аpестовали, и по сфабpикованному обвинению в оpганизации нелегальных концеpтов он оказался в тюрьме, группа не распалась. Появился новый солист Олег Курятников. Его сменил приятель Вадима Голутвина, Алексей Дианов (Антонов, он же — «Старуха Изергиль»). Через год вышел из заключения Романов, и они ещё поиграли вместе. Причиной распада «Группы Ованеса Мелик-Пашаева» было отсутствие востребованности, в достаточно сложных аранжировках для песен.
Музыка группы стала рассчитанной на немногочисленных эстетов. Кроме того, ещё один концерт в Москве был сорван 12 февраля 1984 года, после смерти Андропова. Поэтому «Воскресенье» распалось ещё из-за отсутствия работы. Их прекратили приглашать на концерты. С уходом Голутвина в ВИА «Красные маки» в мае 1984 года на сцене Дворца спорта «Крылья Советов» на гитаре игpал сам Мелик-Пашаев. Без Романова «Воскресенье» оказалось печальным понедельником.

### Без Алексея Романова в роли композитора
Без Романова СВ создаёт новую программу «Московское время» (сюита на стихи Арсения Тарковского, Юрия Левитанского, Григория Поженяна). В 1984 году был записан альбом в составе: Алексей Антонов («Старуха Изергиль») — вокал, Вадим Голутвин — гитара, Сергей Нефёдов — клавиши, Владимир Воронин — ударные, Игорь Клёнов — бас-гитара (1, 12), Александр Бутузов («Фагот») — чтение стихов, Александр Чиненков — труба, вокал, Алексей Романов — бас-гитара, вокал.

 Её сочинил Вадим Голутвин, пока я сидел в тюряге. Поскольку он композитор — не песенник, он решил поискать каких-то новых граней эстрадного жанра. Мы с ним говорили об этом достаточно много раз перед тем, в какую сторону нам двигаться. Это, по крайней мере, меня интересовало, потому что сочинение песен со смыслом казалось тупиковой стезёй. Как говорят: у «Машины времени» песни со смыслом… С какого-то момента это перестаёт действовать. Это здорово — сочинять какие-то милые трёхминутные вещицы, но я, видимо, потерял к этому интерес. Я больше чувствую, что я должен, поскольку не записал — сходи. Может быть, меня это тяготило, тормозило чувство долга.
Сюита «Московское время» на стихи Юрия Левитанского… Видимо, Вадиму попалась книжка. А поскольку он выдающийся музыкант, у него роятся какие-то музыкальные образы. Левитанский мыслит как киносценарист, у него очень обнадёживающая даже в коротких стихах сюжетная линия, которая имеет начало где-то за пределами стихотворения и продолжение в фантазии читателя. Я думаю, они у Вадима естественным образом соединились в цепочку.
Получился какой-то фильм, монтажный принцип, как у Шукшина. Оборванные, вырванные из блокнота листки с неоконченными фразами, но они достаточно ёмкие и законченные. Не нужно прописывать окончательно сюжетную линию, она спокойно переходит к другому эпизоду. У него на полуслове монолог может оборваться, и всё понятно, что там творилось.
У Вадима они, конечно, как конфетки, отдельные, компактные, но для меня интересен этот принцип взаимодействия внутри сюиты вещей, они проникают друг в друга каким-то парадоксальным образом.
Мне досталось поиграть на басу, потому что некому было играть. И мы как раз после моего освобождения какое-то время репетировали друг с другом. А потом забились на студию и достаточно быстро это всё записали.— Алексей Романов
Запись была сделана на студии (база М. Магомаева) звукорежиссёром Владимиром Ширкиным, работавшим с Муслимом Магомаевым, Александром Градским, Машиной Времени, А. Макаревичем и многими другими музыкантами.
В это время СВ взяли себе название «Салют» и играли в составе Вадим Голутвин — гитара, Сергей Нефёдов — клавиши, Владимир Воронин — ударные, Александр Бутузов (Фагот) — чтение стихов, Александр Чиненков — труба, вокал, Алексей Романов — бас-гитара, вокал. Сохранилась запись их концерта.

 Осенью 1984 записали «Московское время», решили устроиться такой компанией на работу в филармонию. Нужно было какое-то название. Огромный железный ящик, в котором возили фонари (ещё и свет за собой таскали!), за время простоя на базе постепенно покрывался этикетками от бутылок. Отчего-то преобладали наклейки от игристого вина «Салют». Чем не название, решил Фагот…— Алексей Романов
В продолжении А. Романов вспоминал: «1984 год. Наша компания перебивалась случайными выступлениями в сборных концертах. Володя Гольдман, некогда бывший концертным администратором у В. Высоцкого, решил „продать“ нас в Новосибирскую областную филармонию. Помнится, нам оплатили авансом месяц репетиций, я даже эскизы костюмов нарисовал. Мы надеялись поступить в штат филармонии. Исполняли сюиту „Московское время“, что-то из репертуара „Воскресения“, пару песен из кинофильма „Мэри Поппинс“ пела Таня Воронина, жена барабанщика. Дали несколько концертов в счёт аванса и пресс-конференцию, на этом всё и закончилось. Декабрь, −50, в гостинице „Обь“ окна щелястые, на второе одеяло денег нет и не предвидится, спать в пальто приходилось, а после душа весь номер наполнялся густым туманом. По области и в Академгородок ездили на автобусе „Кубань“, не к ночи будь помянут, — в кабине казалось холоднее, чем на улице. Кажется, это была последняя попытка группы „Салют“ устроиться на работу».
После выхода альбома «Московское время» участники группы временно прекратили совместные выступления. Тем не менее, СВ (без Романова) создала и записала новый альбом «Москва и москвичи», с участием: Алексей Антонов — вокал, Вадим Голутвин — гитара, Александр Чиненков — труба, вокал, перкуссия, Сергей Нефёдов — клавишные инструменты, Евгений Маргулис — бас-гитара, вокал, Михаил Безбородов — перкуссия.
П. Я. Слободкин по просьбе В. Голутвина, предоставил синтезатор «Полимуг» и эл. пиано «Ямаха» CP-30, а также репетиционное помещение на базе «Весёлых Ребят» в ДК Красная Звезда.

 Как расшифровывается название? Как угодно. Название придумал Фагот (Александр Бутузов). Вообще это Спальный Вагон. Но существует и ещё один вариант Саша и Вадим. Здесь много вариантов: Бутузов — Голутвин, Чиненков-Голутвин и последнюю мою жену тоже звали Саша. Это тема бесконечная и бесплодная. На самом деле это ничего не значит. СВ — это СВ. Одно из лучших расшифровок сделал Фагот. Он предложил перевести это на английский язык. Это получилось забавно. «WITH IN».— Вадим Голутвин
В 1985 году СВ, по наводке Павла Смеяна, влилась в состав Большого Государственного Оркестра им. Л. Утёсова под управлением Максима Дунаевского и расширилась в составе. На Московском фестивале популярной музыки «Рок-панорама-86», в концертном зале Центрального Дома Туриста, играли без Алексея Романова. Его место занял вокалист Андрей Степанов, который и написал пять из шести песен фестивальной программы. И, хотя в финале выступления неплохо прозвучала маргулисовская песня «До свиданья, друг!», лишь немногие зрители отдали голоса за этот коллектив. «СВ» не повезло. И музыканты были неплохие, но не хватило накала, остроты, а, может, и искренности. Директор группы сразу после концерта сообщил, что коллектив распался. Выступали: Вадим Голутвин — художественный руководитель, гитара; Сергей Кавагоэ — клавишные; Евгений Маргулис — бас-гитара, вокал; Сергей Кудаев — ударные; Андрей Степанов — вокал; Александр Чиненков — труба, вокал. Программа: 1. Свобода выбора (А. Степанов — В. Шефнер). 2. Чудак, выпускающий птиц (А. Степанов — В. Шефнер). 3. Супруги (А. Степанов). 4. Солнечный восход (А. Степанов). 5. Сам (А. Степанов — Ю. Левитанский). 6. До свиданья, друг! (Е. Маргулис, С. Кавагоэ — К. Покровский).
В составе СВ далее играли: Вадим Голутвин — гитара, Роман Амиридис — гитара, Сергей Нефёдов — клавиши, Борис Оппенгейм — клавиши, Евгений Казанцев — бас, Юрий Титов — ударные, Александр Чиненков — труба, вокал, перкуссия, Андрей Давидян — вокал, Павел Смеян — вокал и саксофон.

### «Золотой состав»
В 1987 году с наступлением «Перестройки» и возвращением в группу Романова был сформирован «золотой» состав «СВ»: Алексей Романов — гитара, голос, большинство песен, Сергей Нефедов — клавишные, Вадим Голутвин — гитара, Юрий Китаев — барабаны, Александр Чиненков — труба, вокал, гармоника, перкуссия, Евгений Казанцев — бас.
Эта группа записала 3 альбома (1987 — Возвращение, 1988 — Делай своё дело и 1990 — Солдат вселенной) а также успешно гастролировала по стране.
Название группы в этот момент служило аббревиатурой программной песни Романова «Солдат Вселенной», в которой утверждался приоритет духовных ценностей над материальными. Существует около сотни расшифровок. Самые распространенные: «Снова вместе», «SWING», «Short Wave», «Старое время», «Святое семейство», «Собачья выставка», «Сучье вымя», «Свисток», «Снова Воскресенье», «Символ Веры», «Суббота/Воскресенье», «Сборная ветеранов» и даже — «Советская Власть».

## После Алексея Романова
С появлением существенных трудностей в организации масштабных выступлений, вызванных экономической ситуацией в стране, в СВ наступил кризис. По словам Алексея Романова, «в конце 1980-х расцвело фестивальное дело, сборные программы собирали стадионы, возникли будущие знаменитые команды. А в начале 1990-х во дворцах спорта уже торговали турецкими и китайскими шмотками…».
Романов, Казанцев и Китаев образовали собственное трио, но не сумели достигнуть поставленных целей, и в итоге Казанцев ушёл играть к Мамонову, а Китаев временно снизил свою концертную активность (он вернулся в «СВ» только в 1997 году). На смену всем трём в «СВ» пришёл Андрей Сапунов. С ним СВ записала диск «Я знаю». К оставшимся Голутвину и Чиненкову присоединился и Андрей Миансаров («Лотос»). Большинство текстов написал А. Бутузов (Фагот), на барабанах играл Анатолий Абрамов («Аракс»), который в дальнейшем участвовал во всех записях «СВ». Также в альбом вошёл знаменитый хит Сапунова на стихи Александра Слизунова «Звон».
В 1991 году «СВ» фактически распалась, но продолжает записывать альбомы без Алексея Романова.

 «СВ» — действительно, скорее музыкальный клуб или лаборатория — назови как угодно, но не группа, которая стремится застолбить за собой яркий узнаваемый имидж и с его помощью «окучивать» народонаселение. Может быть потому, что мы свою часть «фанфар» и публичного успеха успели получить, у нас есть время спокойно заниматься музыкой. Мы записали самые разнообразные альбомы, и это потому, что были разные составы, время, то есть, по массе причин. Наши коммерческие интересы в «СВ» никак не выражены, деньги мы зарабатываем на другом поприще.— Вадим Голутвин
В 1992 году Голутвин подготовил и записал свой сольный альбом «Школа», где представлена в основном инструментальная музыка — синтез рока и классики в стиле нью-эйдж. Этот альбом также вошёл в коллекцию «СВ», ведь его запись происходила в тесном сотрудничестве с остальными членами группы — Чиненковым, Абрамовым, Казанцевым и Миансаровым. С начала 90-х годов, после смерти В. Ширкина, все записи группы делаются одним из лучших отечественных звукорежиссёров Валерием Андреевым (он умер в результате инсульта 15 февраля 1998 года).
В 1993 году был готов и сольный альбом А. Чиненкова «До свидания». При подготовке материала Чиненков работал со стихами А. Бутузова, В. Микушевича, В. Соловьева, В. Шаламова. В этих композициях присутствуют христианские мотивы («Молитва»). Завершающий этап работы над альбомом проходил параллельно с записью альбома В. Голутвина «Школа».
Группа по прежнему много выступала на различных мероприятиях.
1994 год ознаменовался новым проектом «СВ». На этот раз в соединении с Александром Лерманом. Этот творческий союз вполне понятен, ведь А. Чиненков, Е. Казанцев и В. Голутвин встретились с А. Лерманом ещё в 1973 году в «золотом» составе группы «Весёлые ребята» и с тех пор не теряли связи. Их совместная работа называется «Ветры перемен» и включает материал, написанный Лерманом ещё в период с 1969 по 1972 годы в СССР, а также две англоязычные композиции, задуманные за рубежом в начале в 1983—1984 гг. А. Лерман возглавлял кафедру русского языка и литературы Делавэрского университета, не оставляя занятий музыкой. В 1998 году было записано и продолжение, второй альбом, «Перемена ветра». В 2002 он был издан.
Александр Чиненков выступил продюсером проекта и как музыкант, сам принял в нём участие, записав два альбома «Ветры перемен» (1995) и «Перемена ветра» (2002), где СВ выступила с Александром Лерманом, жившим в США.
Обстоятельства внесли очередное изменение в состав СВ. Заболевшего туберкулёзом бас-гитариста Евгения Казанцева сменил Сергей Рыжов. Кроме него группу пополнили Сергей Рудницкий (клавишные) и Сергей Берёзкин (гитара).
В 1994—1995 гг. некоторые участники «СВ» (Вадим Голутвин, Анатолий Абрамов, Юрий Китаев, Александр Чиненков, Сергей Нефёдов, Евгений Казанцев, Сергей Берёзкин, Сергей Рыжов, Сергей Рудницкий) по предложению продюсера Александра Шульгина работали на певицу Валерию. Они помогли записать этапный для неё альбом «Анна», а затем сопровождали эстрадную звезду в качестве аккомпанирующей группы в гастрольном туре. Первый концерт прошёл в Санкт-Петербурге 7 декабря 1994 года, далее начались поездки по России и в Прибалтику. C «СВ» у певицы сложились прекрасные отношения: репетиции, концерты всегда отличаются качественным живым звуком и высококлассным исполнением. Тогда у Валерии была специфическая трёхчасовая программа, разделённая на несколько блоков: англоязычные песни, романсы, русскоязычные шлягеры, и музыкантам нашлось, что играть, в том числе и свои номера. Валерия вспоминала: «Когда я слушаю те давние записи, мне вообще кажется, что поёт другой человек. В той программе была своя прелесть. Но её сегодня не повторить. Хотя бы потому, что и время, и музыканты были другими. В 90-х нам казалось, что мы совершаем некий прорыв. А сейчас многие мои песни, которые тогда крутились на радио, ни в один эфир не возьмут, скажут: „Ребята, чего ж у вас всё так сложно-то, чего заумь-то такую играете?“». Прекращение сотрудничества произошло по известной причине — живые концерты обходились дороже, чем выступления под фонограмму.
С ноября 1995 по лето 1997 года существовало объединение «СВ & Dr. Agranovsky». В нём выступали: Алексей Аграновский — гитара, вокал; Макс Степанов — лидер-гитара; Вадим Голутвин — ритм и соло-гитара; Старуха Изергиль (Алексей Антонов) — бас-гитара; Сергей Нефёдов — клавишные; Александр Чиненков — ударные, труба, гармоника, подпевка. Звук на сцене ставили опытный звукорежиссёр студии Ленкома Валерий Андреев и Роман Ивановский. В мае 1997 года в Москву прилетела Rattlesnake Annie (Роузэн Гэллимор) и дала несколько концертов, поддержанных «СВ & Dr. Agranovsky». Перед отъездом Рэттлснейк спела «Summertime» в джазово-блюзовом джеме на Программе «А» с участием Голутвина, который играл на акустической гитаре, и Аграновского.
Записей этой группы не сохранилось. По-видимому, музыканты придерживались принципа отказа от телевизионного эфира и тишины после выступлений. Достоинства и недостатки «СВ & Dr. Agranovsky» заключались в том, что они были джемовым составом, инструменталисты которого были постоянно заняты в других проектах. Гитаристы Голутвин и Степанов исполняли классику блюза, но не снимая партии, а скорее вспоминая настроение (причём «Bring It on Home» возвращался не к знаменитой версии со второго диска «Led Zeppelin», а к оригиналу Санни Бой Уильямсона), и собственные аранжировки классики («Crossroads» и «Hellhound on My Trail» Роберта Джонсона, «Nobody Knows...» Роберта Кокса), и сделанный в блюзовом духе («Come Together»). Были написаны и несколько оригинальных номеров («Out of Work Boogie» и «Six-Bits-Blues» на стихи Лэнгстона Хьюза и на русском — «Слишком поздно»). Вокал и инструментальное исполнение близки к классическому ритм-энд-блюзу.
В 1998 году был выпущен диск СВ «Живая коллекция» — запись концерта, где песни исполнял новый вокалист Николай Бокарев из театра Ленком, в состав группы входили также Сергей Берёзкин (гитара), Вадим Голутвин (гитара), Сергей Рыжов (бас-гитара), Юрий Китаев (барабаны), Сергей Нефёдов (клавишные), Александр Чиненков (флюгельгорн, труба, перкуссия).
В 2001 году Юрий Царёв совместно с музыкантами группы «СВ» — Вадимом Голутвиным, Евгением Казанцевым, Александром Чиненковым и Юрием Китаевым выпустили альбом «Честь и слава».
В 2003 году умерли Евгений Казанцев и Сергей Рыжов (р. 1956), 8 марта был убит бас-гитарист Николай Ширяев (р. 1948). 24 октября состоялся концерт их памяти.
В 2005 году Вадим Голутвин и Александр Чиненков приняли участие в записи альбома Александры Радовой «Жду тебя». Кроме того, с СВ они периодически выступали вместе.
В 2007 году вышел альбом «Нарзан», записанный в 1997—1998 гг., когда СВ выступала в программе с Николаем Бокаревым. Для звукорежиссёра Валерия Андреева и бас-гитариста Сергея Рыжова эта запись оказалась последней.
В 2010 году Владимир Румянцев и СВ (Александр Чиненков, Вадим Голутвин, Андрей Миансаров) издали в канун 65-й годовщины Победы в Великой Отечественной войне альбом «Казачьи баллады».
В 2011 году Сергей Фокин совместно с СВ (Вадим Голутвин, Александр Чиненков) выпустил свой первый студийный альбом «Московский стёб», на котором записаны песни различных лет.
4 октября 2014 года группа в «золотом» составе (Романов, Голутвин, Чиненков, Китаев, Нефёдов) выступила в Crocus City Hall на 35-летии «Воскресения», отыграв программу с альбома «Солдат Вселенной».
В ночь на 16 июля 2022 года в возрасте 69 лет от онкологического заболевания скончался гитарист Вадим Голутвин.

## Дискография

### Студийные альбомы
- 1983 — Радуюсь
- 1984 — Московское время
- 1986 — Москва и москвичи
- 1987 — Возвращение
- 1988 — Делай своё дело
- 1990 — Солдат вселенной
- 1991 — Я знаю
- 1992 — Сутки одного музыканта
- 1992 — Школа
- 1992 — Неизданные аранжировки
- 1993 — До свидания
- 1995 — СВ и А. Лерман Ветры перемен
- 2001 — СВ и Ю. Царёв Честь и слава
- 2002 — СВ и А. Лерман Перемена ветра
- 2007 — HapzaH
- 2010 — СВ и В. Румянцев Казачьи баллады
- 2011 — СВ и С. Фокин Московский стёб
- 2011 — СВ и В. Голутвин Das kleine geschenk
- 2015 — СВ и В. Румянцев Казачьи баллады 2
- 2017 — СВ и В. Румянцев Капли в ладони

### Концертные альбомы
- 1990 — Концерт, посвящённый 10-летию группы «Воскресение»
- 1991 — «Машине времени» — ХХ!
- 1998 — Живая коллекция
- 2018 — Концерт в ДК «Серп и Молот» 1 и 2 мая 1990 года

### Сборники
- 1991 — Журнал «Кругозор», № 4 (гибкая пластинка)
- 1995 — Антология нетрадиционной духовной музыки в России. Часть 2
- 1997 — Лучшее
- 1998 — Всё хорошо. И в памяти моей…
- 2002 — Легенды Русского рока
- 2005 — Легенды Русского рока. The Best 5
- 2009 — Найти дорогу до любви. Песни на стихи московского поэта Бориса Баркаса

## Видеография
- 2008 — История группы СВ
- 2009 — Программа «А»: Фестиваль
- 2016 — Неуловимо прекрасен струящийся в вечность миг...